# Parabraxas davidi
Parabraxas davidi är en fjärilsart som beskrevs av Charles Oberthür 1885. Parabraxas davidi ingår i släktet Parabraxas och familjen Epicopeiidae. Inga underarter finns listade i Catalogue of Life.